# محافظة البيضاء (اليمن)
محافظة البيضاء هي إحدى المحافظات اليمنية. تقع جنوب إقليم سبأ الفيدرالي، تقسم المحافظة إلى عشرين مديرية أكبرها رداع، تنقسم بدورها إلى مراكز.
من معالمها التاريخية قلعتها الشامخة وجامعها الكبير الذي يعدّ مركزاً لتعليم العلوم الدينية والشرعية.
تقع المحافظة إلى الجنوب الشرقي من العاصمة صنعاء، وترتفع حوالي (2250 متر) عن مستوى سطح البحر، ومحافظة البيضاء تتوسط عدة محافظات، يحدها من الشمال أجزاء من محافظتي مأرب وشبوة، ومن الشرق أجزاء من محافظتي شبوة وأبين، ومن الجنوب أجزاء من محافظات أبين ولحج والضالع، ومن الغرب أجزاء من محافظات الضالع وإب وذمار ومن الشمال الغربي جزء من صنعاء .
عاصمتها مدينة البيضاء التي تبعد عن العاصمة صنعاء مسافة 268 كم.
ورثت مدينة البيضاء موقعها كعاصمة لمخلاف سرو مذْحج (مدينة حصي) التي ظلت تحتل هذا المركز حتى أواخر القرن العاشر الهجري، وحصي هذه تقع شرق مدينة البيضاء وهي غنية بالآثار، وقد أصبحت الآن أطلالاً.
ويسود مدينة البيضاء طابع معماري قوامه الحجارة في الطوابق السفلية والطين في الطوابق العلوية، مع وجود بعض المنازل المبنية بالحجارة في نمط خاص بمحافظة البيضاء وبعض المناطق المجاورة.
ومن معالم مدينة البيضاء قلعتها التاريخية الشامخة فوق المدينة، وجامعها الكبير وقلعة الفريد وجامع الرباط الذي يعدّ مركزاً لتعليم العلوم الدينية، ويقام فيها سوق أسبوعي صباح كل يوم خميس.
ومن أشهر مدن المحافظة مدينة البيضاء ورداع عاصمة الدولة الطاهرية التي حكمت اليمن خلال النّصف الأوّل من القرن العاشر الهجري، ومن أبرز معالمها التاريخية مدرسة العامرية التي تعدّ قمّة في الفن المعماري الإسلامي وكذلك المناطق الأثرية المنتشرة في كل أرجاء المحافظة.

## السكان والتقسيم الإداري
يبلغ عدد سكان محافظة البيضاء حوالي (577.369) نسمة التعداد العام للسكان 2004م ، وتقسم المحافظة إلى 20 مديرية كالتالي :
| مديرية                                                 | عدد المساكن | عدد الأسر | الذكور | الإناث | الإجمالي |
| ------------------------------------------------------ | ----------- | --------- | ------ | ------ | -------- |
| مديرية نعمان                                           | 1004        | 1198      | 5014   | 4238   | 9252     |
| مديرية ناطع                                            | 1622        | 1622      | 7347   | 6257   | 13604    |
| مديرية مسورة                                           | 687         | 699       | 3646   | 3392   | 7038     |
| مديرية الصومعة                                         | 5672        | 5161      | 22226  | 22647  | 44873    |
| مديرية الزاهر                                          | 2739        | 2865      | 12614  | 13090  | 25704    |
| مديرية ذي ناعم                                         | 3011        | 2926      | 12657  | 13102  | 25759    |
| مديرية الطفة                                           | 3103        | 2818      | 13890  | 13802  | 27692    |
| مديرية مدينة البيضاء                                   | 4064        | 3825      | 15888  | 13965  | 29853    |
| مديرية البيضاء                                         | 5442        | 4957      | 19429  | 20860  | 40289    |
| مديرية السوادية                                        | 2645        | 2607      | 13635  | 13128  | 26763    |
| مديرية ردمان                                           | 2098        | 2065      | 10198  | 9952   | 20150    |
| مديرية رداع                                            | 7053        | 7058      | 30373  | 26009  | 56382    |
| مديرية القريشية                                        | 3642        | 3505      | 15062  | 14463  | 29525    |
| مديرية ولد ربيع                                        | 2414        | 2372      | 9984   | 9443   | 19427    |
| مديرية العرش                                           | 5946        | 5883      | 23228  | 22545  | 45773    |
| مديرية صباح                                            | 3436        | 3466      | 13611  | 13861  | 27472    |
| مديرية الرياشية                                        | 2543        | 2624      | 11094  | 11748  | 22842    |
| مديرية الشرية                                          | 3610        | 3638      | 17444  | 16429  | 33873    |
| مديرية الملاجم                                         | 2993        | 3082      | 14889  | 14684  | 29573    |
| مديرية مكيراس                                          | 6094        | 5200      | 20101  | 21414  | 41515    |
| الإجمالي مع الفئات الخاصة والأسر الأجنبية في المحافظة: | 69818       | 67572     | 292337 | 285032 | 577369   |

## المناخ
المناخ: معتدل صيفاً وبارد شتاءً في المرتفعات الجبلية ويسود المناطق الصحراوية المناخ الحار أثناء الصيف والمعتدل شتاءً في النهار ويميل إلى البرودة ليلاً.
الأمطار: تسقط الأمطار في فصلي الخريف والصيف في معظم مديريات المحافظة.
الغطاء النباتي: يرتبط بكميات الأمطار المتساقطة في فصلي الصيف والخريف حيث أنه يتنوع فوق سطح المحافظة تبعاً لتفاعل الظروف المناخية من ناحية التركيب الصخري والطبيعية من ناحية أخرى ففي الشمال تكون عارية من الغطاء النباتي وتسود فيه أنواع من الحشائش والنباتات وتصنف إلي نوعين هما:
- النباتات الطبيعية الحولية
- النباتات الطبيعية المعمرة

## التضاريس
تتوزع تضاريس المحافظة بين مرتفعات جبلية وهضاب وسهول واسعة تضم أراضي خصبة.

### المرتفعات
المرتفعات هي النمط العام لسطح المحافظة حيث تشكل حوالي 70% من مساحتها مرتفعات جبلية وتبدو غالباً على شكل سلاسل متواصلة. ومن الجبال جبل حيد على ارتفاع 2140 مترا وجبل السماء (2019 م) ثم المياسر (2040 م) وأيضاً من جبال المرتفعات الشرقية جبل مدم (1360 م)، جبل الحبنى العذيبة (1760 م) جبل الهاشاش (1400 م).

### السهول
وتشمل عدة مناطق مختلفة من سطح المحافظة ولكن أشهرها السهول الغربية التي تغطي مساحة شاسعة من مديرية رداع خاصة وسط وشمال المديرية ومنها قاع الفيد أشهر المناطق المستوية تليها السهول الشمالية الغربية.

### الوديان
فيها وديان كبيرة منها:
- وادي جواد مرخة: ويقع شرق محافظة البيضاء وتصب مياهه في الصحراء.
- وادي بيحان: ويبدأ من البيضاء ويتجه إلى الشمال الشرقي وينزل إلى بيحان ويقسم بلاد المصعبين حتى يصل إلى بيحان القصاب ثم يتجه شرقاً إلى الأحقاف.
- وادي حمرة: وهو من أهم الأودية، وينبع من جنوب الطفة وجنوب السوادية ومن غرب البيضاء ويتجه إلى الغرب ليصب في محافظة أبين.

## السياحة في محافظة البيضاء
من مدن المحافظة السياحية رداع (55 كيلو متر من ذمار)، وهي من المواقع التاريخية التي تُزار بكثره، وقد سكنها الملك الحميري الشهير (شمريهرعش) وكانت مركز الدولة الطاهرية خلال القرن الخامس عشر الميلادي، أهم معالم رداع مدرسة العامرية وقلعتها الأثرية ومن المعالم التاريخية (المقرانة)، ومن الحصون حصن الجناح الأكبر الذي سكنه الأقيال.

### المعالم الأثرية والتاريخية
1. مديرية البيضاء :مدينة البيضاء، قلعة البيضاء، سوق شمر، جبل رداع، أمعادية، وادي شرجان، سد وادي شرجان، أهم بقايا وادي شرجان، حصن مروجة، قرية حسين، شرمان .

1. مديرية الصومعة: مدينة حَصِى (السرو)، مديرية مسورة :شيعان ,

1. مديرية السوادية: ردمان (المعسال)، وعلان (المعسال)، هجر قانية، قلعة السوادية .

1. مديرية رداع : مدينة رداع قلعة شمر يهرعش التاريخية، مدرسة العامرية، ، مسجد ومدرسة البغدادية، مسجد العوسجة، مسجد إدريس، ، مدينة ريام، موكل صباح . ماجل الصارم، سد عطروس (بقاع رداع)

1. مديرية الزاهر : حصن قيس، جبل سودة .
2. مديرية مذوقين : تبعد حوالي 10 كم عن البيضاء ومن معالمها وادي نخر وادي عريق ..

## الصناعات الحرفية
تنتشر العديد من الصناعات الحرفية في مديريات محافظة البيضاء مثل صناعة المعدات الزراعية، والجنابي (الخنجر اليمني)، وصناعة غزل المنسوجات والصوف والفضة والسلاح .

## الأسواق الشعبية
تنتشر العديد من الأسواق الشعبية في مختلف مديريات محافظة البيضاء تعرض فيها منتجات الصناعات الحرفية والمشغولات اليدوية والمنتجات الزراعية، أهمها وأشهرها الأسواق التالية: -
- سوق رداع يقام طوال أيام الأسبوع.
- سوق السوادية يقام طوال أيام الأسبوع.
- سوق ذي ناعم يقام كل يوم جمعة من كل أسبوع.
- سوق الطفة يقام كل يوم سبت من كل أسبوع.
- سوق ناطع يقام كل يوم خميس من كل أسبوع.
- سوق البيضاء يقام كل يوم خميس من كل أسبوع.
- سوق مدران في مديرية الملاجم كل يوم جمعة وهو مثلث مهم بين صنعاء والبيضاء ومأرب.
- سوق الصومعة
- سوق عقله بني عامر يوم الجمعة
- سوق عوين